# کیم شارما
کیم شارما (انگلیسی: Kim Sharma؛ زادهٔ ۲۱ ژانویهٔ ۱۹۸۰) یک هنرپیشه اهل هند است.
از فیلم‌ها یا برنامه‌های تلویزیونی که وی در آن نقش داشته‌است می‌توان به محبت‌ها اشاره کرد.
وی همچنین برنده جوایزی همچون جوایز فیلم‌فیر شده است.

## فیلم‌شناسی
فهرست برخی از فیلم‌هایی که کیم شارما در آنها به ایفای نقش پرداخته است:
- محبت‌ها
- فدا
- سلام کوچولو
- ده بالاتر از نه
- یقین
- تاج محل: داستان یک عشق ابدی
- زندگی راک
- زمانه پرپیچ و تاب است
- موج
- قلب من بارها و بارها می‌گوید